# Kościół Świętych Apostołów Piotra i Pawła w Okrzei
Kościół Świętych Apostołów Piotra i Pawła – rzymskokatolicki kościół parafialny należący do dekanatu Żelechów diecezji siedleckiej.

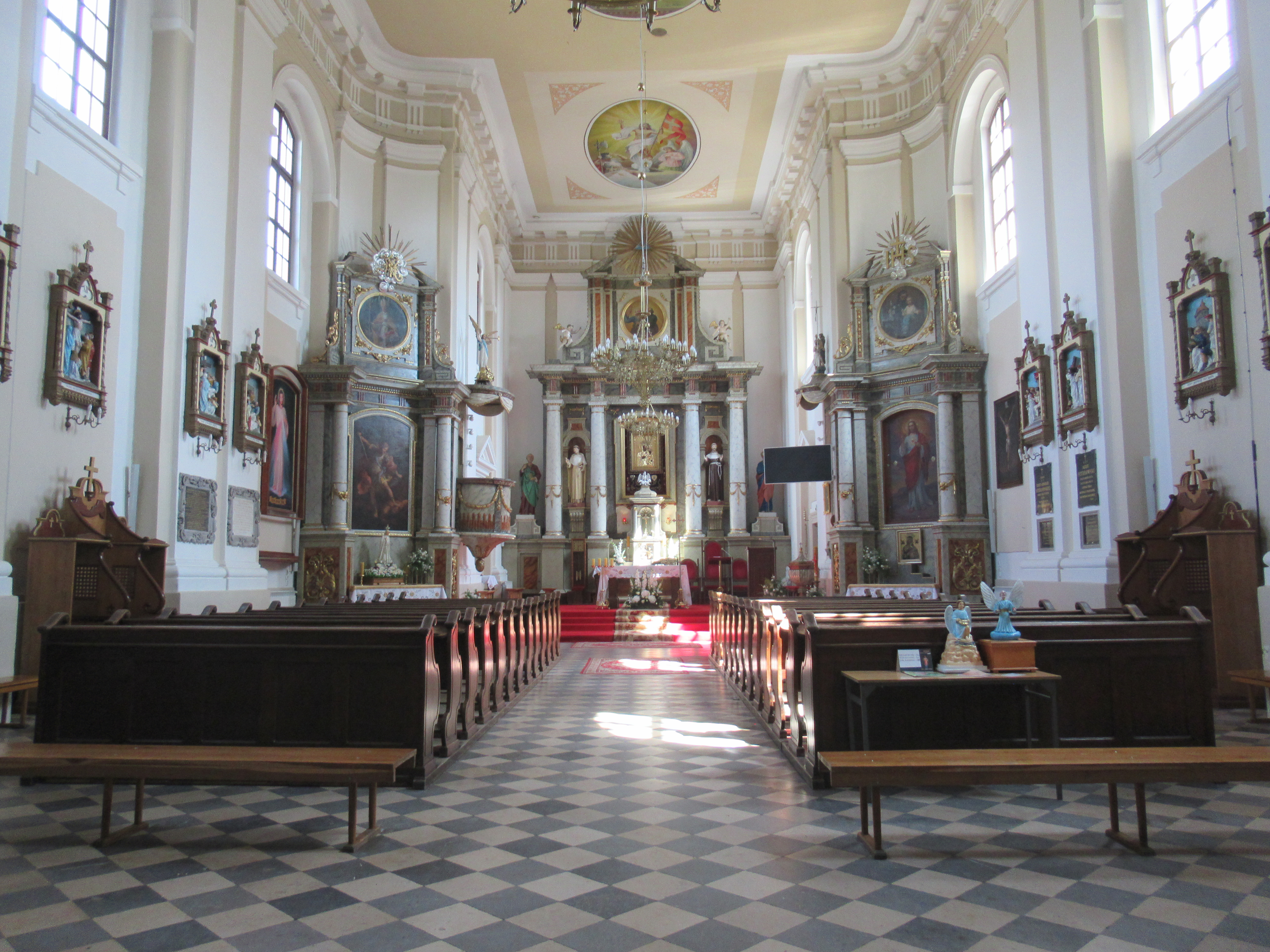
Wnętrze świątyni

Jest to budowla murowana, wybudowana w latach 1790–1793 przez Adama Cieciszowskiego. Została konsekrowana w 1793 roku przez biskupa kijowskiego Kacpra Kazimierza Cieciszowskiego. Zbudowana w stylu barokowym.
Wnętrze kościoła zostało odnowione w 1974 roku. Świątynia była odnawiana przez warszawskiego artystę malarza Jana Molgę. Na suficie artysta namalował trzy obrazy. W prezbiterium w plafonie owalnym znajduje się Zmartwychwstanie Pana Jezusa, w nawie znajdują się sceny z „Quo vadis” i z „Potopu” w plafonie w formie krzyża greckiego: Dokąd idziesz Panie?, Obrona Jasnej Góry, Na ścianie lewej wewnątrz świątyni znajdują się dwie tablice pamiątkowe dziadka i babki Henryka Sienkiewicza, po prawej stronie świątyni są umieszczone tablice pamiątkowe właścicieli majątku Jagodne. Na zewnątrz świątyni od strony północnej znajduje się nagrobek z herbem Cieciszowskich, a pod świątyni pochowani są Teresa z Lelewelów Cieciszowska, jej małżonek Adam Cieciszowski pisarz koronny, ich syn Adam Kolumna Cieciszowski z małżonką Felicjanną z Roztworowskich-Cieciszowską Na ścianie od strony wschodniej znajduje się obraz św. Antoniego. Świątynia z zewnątrz została otynkowana w 1975 roku i wymalowana w 1977 roku.
W świątyni znajdują się organy 16-głosowe wykonane w 1925 roku przez Dominika Biernackiego z Włocławka.